# Guillermo Estanley
Sir William Stanley (1548 – Gante, 03/03/1630) fue un soldado y aventurero inglés católico que sirvió tanto para la reina Isabel I de Inglaterra, primero, como para Felipe II y III de España, después. En la bibliografía española de la época su nombre aparece españolizado como Guillermo Estanley, a veces, Stanley.

## Orígenes
Fue el hijo mayor de Sir Rowland Stanley de Hooton y Storeton (1517-1613 o 1614), en el condado de Cheshire, cabeza de la rama senior de la Casa de Stanley, familia que fueron condes de Derby desde 1485 hasta la actualidad. Su madre era Lady Margaret Aldersay (1515-1607), viuda de Henry Bunbury, e hija de Hugh Aldersay, un próspero marchante que llegó a ser alcalde de Chester. Tuvo dos hermanas y un hermano: Margaret (casada con John Egerton); Mary; y John, así como un hermanastro y hermanastra mayores, hijos del primer marido de su madre, llamados Thomas Bundury (1542-1601) y Elizabeth Bundury (1550-1629)

## Biografía

### Inicios
Entre 1565 y 1567 Stanley se educó con un famoso preparador franciscano de la época llamado Dr. Standish, en la ciudad de Lathom (condado de Lancashire), siendo católico de nacimiento y vida. Durante su aprendizaje pasó al servicio de su pariente, Edward Stanley (III conde de Derby).
Con 19 años comenzó su ilustre carrera militar. Efectivamente, desde 1567 hasta 1570, durante el reinado de Isabel I de Inglaterra, en esos momentos todavía aliada de España, sirvió como voluntario en Flandes a las órdenes del III duque de Alba. No obstante, tras la rebelión de los católicos en el norte de Inglaterra, que esperaban obtener la ayuda española contra Isabel I, así como la primera Rebelión de Desmond en Irlanda contra la Corona inglesa, la reina Isabel comienza a retirar su confianza en los españoles, rehusando todo apoyo al Flandes español frente a los hugonotes franceses y rebeldes holandeses. Por tanto, tras su aventura en Flandes, en 1570 sir William Stanley es enviado a Irlanda, donde servirá con lealtad a la Corona inglesa durante más de 15 años.

### Estancia en Irlanda (1570-1585)
Ya en Irlanda, tras el estallido de la segunda Rebelión de Desmond (1579), William Stanley fue ascendió a capitán a las órdenes de sir William Drury, Juez Supremo (“Lord Justice”) de Irlanda, quién le nombró caballero en Waterford por sus servicios en Limerick, donde persiguió a los rebeldes irlandeses seguidores de Gerald FitzGerald (XV conde de Desmond). Participó en la batalla de Monasternenagh (03/10/1579), y defensa del poblado de Adare, al sur de Limerick.
En 1580 reclutó tropas en Inglaterra, dirigiéndolas a la provincia rebelde de Munster. No obstante, tuvo que acudir rápidamente a La Empalizada “Pale” (región fortificada localizada en los alrededores de Dublín) a sofocar una rebelión.
En 1580-81 participó en la campaña militar contra los clanes de Kavanagh y O´Tool (en las provincias de Leinster y Munster), así como contra el rebelde Fiach McHugh O'Byrne, que estaba asentado en los montes Wicklow. Durante esta cmapaña participó en la batalla de Glenmalure (25/08/1580) cubriendo la retaguardia así como la posterior retirada y reagrupamiento del ejército real tras la emboscada rebelde. Unos meses más tarde, cuando la Corona ofreció condiciones a los rebeldes, estos se rindieron, incluido O´Byrne, por lo que sir William Stanley pudo regresar a Inglaterra (1581).
A principios de 1583 vuelve a Irlanda para luchar contra los rebeldes liderados por la familia Desmond, siendo nombrado comandante de la guarnición de Lismore (condado de Waterford). Más tarde, ayudó a apresar al cabecilla de los rebeldes, el conde de Desmond, así como a apaciguar la rebelión en la provincia de Munster. En agosto de 1584, una vez subyugada la rebelión fue nombrado alguacil de Cork.
A finales de 1584 es enviado al norte de Irlanda a sofocar una rebelión de los jefes del Úlster con apoyo escocés, dirigidos por Sorley Boy MacDonnell. Durante esta campaña fue gravemente herido junto a la Abadía de Bunamargey  (01/01/1585), por lo que se retiró varios meses, regresando más tarde a Inglaterra (octubre de 1585), acabando así su singladura por tierras irlandesas.

### Expedición a Holanda con el conde de Leicester
En 1585, en los inicios de la guerra anglo-española tras el Tratado de Nonsuch (19/08/1585), sir William Stanley acompañó a Robert Dudley (I conde de Leicester) a Holanda en ayuda de los rebeldes contra la Monarquía Hispánica. Posteriormente, se le encomendó el reclutamiento de soldados en Irlanda, expresando su entusiasmo por contar con aquellos que en su día habían luchado bajo el mando del conde de Desmond. Ya, en 1579, había comentado que la única diferencia entre un soldado inglés y uno irlandés era únicamente la mayor disciplina de los primeros.
Pudo reunir unos 1400 soldados, en su mayoría irlandeses, a los cuales dirigió hacia Holanda. No obstante, en el camino se quedó en Londres, donde parece tuvo contactos con los jesuitas (su hermanastro era uno de ellos), siendo falsamente acusado de formar parte de la conspiración católica de Babington e incluso de mantener correspondencia con el embajador de Felipe II de España en la corte inglesa, Bernardino de Mendoza. Cuando se le ordenó continuar su camino hacia Holanda, no lo hizo, supuestamente esperando un atentado contra la reina Isabel I o la invasión de una flota española. Finalmente decidió partir hacia Holanda con el ejército expedicionario inglés del conde de Leicester.
Participó en la toma de Doesburg, en la batalla de Zutphen (22/09/1586) y en la toma de Deventer (octubre de 1586), todas bajo el mando del famoso sir John Norris. Fue nombrado gobernador de Deventer, al mando de una guarnición de algo más de un millar de soldados, casi todos católicos irlandeses.

### Lealtad a Felipe II de España
Con apoyo del Robert Dudley conde de Leicester, comenzó a actuar al margen de sir John Morris, que había asumido el mando de la fuerza expedicionaria inglesa, acto que supuso la disidencia de los Estados Generales de los Países Bajos. Fue en ese momento cuando William Stanley se puso en contacto en la ciudad de Zutphen con el Governador, el alemán Johannes Bautista de Tassis (1564-1588), para la entrega de la ciudad de Deventer a los españoles (29/01/1587), con lo cual él con sus irlandeses católicos entraron al servicio de su Majestad Católica Felipe II de España. Esto no fue una acción aislada: otro comandante inglés católico, Rowland York, hizo lo mismo unos días antes con la fortaleza de Zutphen (28/01/1587). En realidad, fue Rowland York quien animó a sir William Stanley a hacer lo mismo.
El cardenal inglés William Allen, de la Iglesia católica, publicó una carta fechada en Amberes justificando las acciones de sir William Stanley como católico que era, incitando al derrocamiento de la reina inglesa por hereje, algo ya expresado unos años antes (1570) en la Bula Papal de Pio V “Regnans en Excelsis”. La intención del cardenal no era otra que incitar a otros capitanes católicos ingleses a hacer lo mismo que William Stanley.

### La Gran Armada
Dado su conocimiento y experiencia, fue elegido para participar en la invasión de Inglaterra: Era de la opinión que la invasión de Inglaterra debería de hacerse a través de Irlanda. Conocía perfectamente la isla, su posición, las costumbres y deseos de sus gentes, entre ellos el rencor a los ingleses, ya que estuvo allí 15 años. Desde Irlanda podría pasarse fácilmente a las costas de Gales y, desde allí, a Inglaterra, donde les esperarían multitud de católicos para ayudarles. No obstante, no se le hizo mucho caso.
Como miembro de la Gran Armada, fue nombrado coronel de un regimiento de entre 700 a 1200 irlandeses (según la fuente) como parte de la primera fuerza de desembarco.
Este regimiento irlandés es alojado cerca de Dunquerque, a la espera de ser embarcado. Junto a tres Tercios viejos españoles (Tercio de Bobadilla, Tercio gemelo de Sicilia de Juan Manrique de Lara, y el Tercio gemelo de Lombardía de Sancho Martínez de Leyva), un tercio español de bisoños (Tercio de Queralt) y un regimiento de caballería alemana al mando del coronel italiano Ferrante Gonzaga di Bozzolo, es embarcado el 9 de agosto de 1588, pero desembarcan debido a las noticias del mal tiempo. El 12 de agosto vuelven a embarcar, pero vuelven a desembarcar, esta vez debido a las noticias del desastre de la Gran Armada. La aventura de invasión a Inglaterra se anula definitivamente. El regimiento de sir William Stanley es enviado a Amberes con el resto de tropas, donde llegan el 15 de agosto de 1588.

### Carrera posterior
En 1589 la Monarquía le concedió una pensión de 300 escudos mensuales, además de su paga como coronel. Tras la fallida invasión estuvo participando, junto a su “legión inglesa” (uno 1000 soldados irlandeses e ingleses católicos), en algunas batallas en Flandes, y viajando continuamente a España para convencer a Felipe II de invadir Inglaterra. En realidad era unos de sus consejeros de Guerra. Sin embargo, dado que otra invasión a Inglaterra se atrasaba, quedó decepcionado por las autoridades españolas. Incluso planeó la toma de las Islas del Canal, en particular Alderney, lo que Alejandro Farnesio descartó.
A principios de la década de 1590 planeó algunos intentos de asesinato de la reina de Inglaterra, pero todos fueron descubiertos. Algunos de sus cómplices, como Patric O`Collum, John Annias, Richard William o Edmund York (heredero de Rowland York)  fueron ejecutados tras ser descubiertos en estas intentonas de atentado. En 1591 propuso a Roma como sucesor para la Corona inglesa a Lady Arbella Stuart (prima de Jacobo I), o a Ferdinando Stanley (V conde de Derby). Tal era el desprecio que sentía por la reina inglesa que incluso el gobernador de los Países Bajos, don Pedro Enríquez de Acevedo (por matrimonio, I conde de Fuentes de Valdepero), tuvo que llamarle la atención en 1595 por la violencia de los insultos.
Estuvo presente con los españoles en 1596 cuando invadieron Francia durante las Guerras de Religión, luchando en el Sitio de Amiens (1597). Más tarde participa en la batalla de Güeldres (hoy Geldern) y en la derrota de Nieuwpoort (1600) frente a los holandeses.

### Final de su vida
Una vez fallecida la reina Isabel I de Inglaterra (1603) se opuso a la coronación de Jacobo VI de Escocia como rey de los Ingleses (como Jacobo I de Inglaterra), aspecto que en España no sentó bien, dado que el rey Jacobo no se consideraba enemigo de la Monarquía, como así demostró en su reinado (Tratado de Londres, 1604). Aún el rey Jacobo nunca proclamó una libertad religiosa oficial para los católicos, si fue tolerante con ellos.
En realidad, sir William Stanley siempre apoyo la figura del Ferdinando Stanley (V conde de Derby) para ocupar el trono de Inglaterra, como nieto de la hermana de Enrique VIII de Inglaterra que era. Una vez fallecido el conde, fue su hija mayor Lady Anne Stanley (condesa de Castlehaven) la candidata propuesta (tal como indicaba el testamento de Enrique VIII, al no tener Isabel I de Inglaterra sucesor o sucesora alguna), aun ella nunca reclamó la Corona.
Teniendo en cuenta la paz con España, la relativa tolerancia religiosa del rey Jacobo y la negativa de Lady Anne Stanley a reclamar el trono, sir William Stanley no vio motivo alguno para permanecer al lado de los españoles, viendo la causa católica en Inglaterra como fragmentada y desacreditada y, como tal, imposible de llevar a cabo. Solicitó un perdón para volver a Inglaterra. No obstante, se le acusó de participar en el Complot de la Pólvora (1605) cuando el rey Jacobo estuvo a punto de sufrir un atentado por parte de los católicos, por lo que el perdón le fue denegado.
A partir de ese momento desaparece de la esfera política, refugiándose durante 25 años en su relación con los jesuitas y, más tarde, con los cartujos ingleses exiliados en Ostende. Cuando es nombrado gobernador de Malinas (1613) se relaciona con los cartujos ingleses exiliados de la Cartuja de Sheen Anglorum (Malinas). En 1614 ayudó a implantar un noviciado inglés de la Compañía de Jesús en Lieja.
Hasta su muerte, estuvo viviendo de la pensión de 300 escudos mensuales que la Monarquía le concedió en 1589.
Sir William Stanley, llamado por los españoles Guillermo Estanley, murió en Gante, en 1630, con ochenta años de edad, y fue enterrado junto a su esposa, que murió en 1614.

### Matrimonio y descendencia
Cuando aún tenía 12 años se casó con Ann Dutton, quien tenía 10 años, en 1560; pero el matrimonio fue disuelto cinco años después. Años más tarde, se casó con Elizabeth Egerton, con la que tuvo dos hijos (William y James) y tres hijas.
Su nieto recuperó las propiedades de la familia en Hooton y Cheshire. Su bisnieto; también llamado William Stanley, fue nombrado Primer Baronet de Hooton en 1661.